# Леон Даниел
Леон Аврам Даниел е български театрален режисьор.

## Биография
Роден е на 17 февруари 1927 г. в Русе. Завършва режисура при П. К. Вейсбрем и Н. Н. Галин в Ленинградския държавен театрален институт (1952). Режисьорският му дебют е „Еснафи“ от Максим Горки в Драматичен театър – Русе (1952).
Работи в Драматичен театър – Русе (1952 – 1957), в Драматичен театър – Бургас (1957 – 1960), в БНТ (1960 – 1961), в Театър „Българска армия“ (1961 – 1963; 1982 – 2008), в Театър „Народна сцена“ (1963/1964), в Студия за хроникални и документални филми (1964 – 1965), в Театър на поезията и естрадата (1965 – 1968), в Драматичен театър – Враца (1968 – 1972), в Държавен музикален театър (1972 – 1978), в Театър „София“ (1978 – 1982), художествен консултант на Драматичен театър – Пазарджик (1981 – 1986), в Народен театър „Иван Вазов“ и т.н.
Режисьор е на игралния филм „На чисто“ (1973), на документални филми и телевизионни предавания. Негови спектакли са участвали в български и чужди фестивали, гостували са в чужбина. Носител е на множество награди.
Автор е на много студии и други публикации.
Баща на художника Андрей Даниел и дядо на поетесата Ида Даниел.
Умира на 1 декември 2008 година в София на 81-годишна възраст.

## Постановки от 90-те
- „В очакване на Годо“ от Самюъл Бекет, копродукция на ТБА и Академия за изкуство „Аполония“ (премиера само на Първата част – 1 септември 1988, премиера на цялата пиеса – 28 декември 1988)
- „Гувернант“ от Я. Ленц / Б. Брехт, ТБА (15 ноември 1989)
- „Червено вино за сбогом“ от Константин Илиев, ТБА (20 април 1990)
- „Вернисаж“ и „Аудиенция“ от Вацлав Хавел, НДК (ноември 1990)
- „Дванадесет разгневени мъже“ от Реджиналд Роуз, Народен театър (14 декември 1990)
- „Носорози“ от Йожен Йонеско, ТБА (18 април 1991)
- „Чудо“ от Иван Радоев, ТБА (22 януари 1992)
- „Лисицата и гроздето (Езоп)“ от Г. Фигейреду, ТБА (21 април 1992)
- „Цената“ от Артър Милър, Народен театър (12 ноември 1992)
- „Пейка“ от Александър Гелман, ТБА – Сцена-клуб „Максим“ (11 март 1993)
- „Както ви харесва“ от Шекспир, ТБА (5 октомври 1993)
- „Последният янки“ от Артър Милър, ТБА (16 декември 1993)
- „Поглед от моста“ от Артър Милър, Младежки театър (23 април 1994)
- Две усмивки на А. П. Чехов („Юбилей“, „Лебедова песен“), Младежки театър (24 януари 1995)
- Три миниатюри из „Страх и мизерия на Третия райх“ от Бертолд Брехт, ТБА (17 януари 1996)
- „Професията на мисис Уорън“ от Бърнард Шоу, Младежки театър (8 октомври 1996)
- „Човекът, който прави дъжд“ от Натаниел Ричард Неш, Народен театър (30 януари 1997)
- „Одисей пътува за Итака“ от Константин Илиев, ТБА (8 ноември 1997)
- „Пигмалион“ от Бърнард Шоу, Народен театър (7 март 1998)
- „Прозорецът“ от Константин Илиев, копродукция на ДТ-Пазарджик и ДСТ (18 декември 1998)
- „Колкото побере кашонът“ от Серж Валети, Народен театър (23 април 1999)
- „Изкуство“ от Ясмина Реза, ТБА (26 ноември 1999)
- „Соло-дует“ от Том Кемпински, ДТ-Пловдив (11 април 2000)
- „Великденско вино“ от Константин Илиев, РДТ – Смолян (6 ноември 2000)
- „Посещението на старата дама“ от Фридрих Дюренмат, Народен театър (2004)

## Признание и награди
През март 2003 г. президентът Георги Първанов връчва орден „Стара планина“ – I степен на Леон Даниел за цялостен принос към българската култура. Три пъти е бил лауреат на награди за режисура на Съюза на артистите в България, а през 2007 г. Даниел е удостоен с почетния ИКАР на Съюза на артистите в България за изключителни постижения и за цялостен творчески принос към театралното изкуство в България.

### За него
- Чавдар Добрев. Избрано. Т. 7: Всекидневният Леон Даниел. С., Захарий Стоянов, 2011.

## Филмография
Като режисьор
- На чисто (1974)
- Чудо (1996) – сърежисьор Георги Дюлгеров

Като сценарист
- Тази кръв трябваше да се пролее (1985) – съсценарист Драгомир Асенов